# Хауф, Денис
Де́нис Ха́уф (нидерл. Denis Houf; 16 февраля 1932, Флерон, Валлония — 7 декабря 2012, Льеж, Валлония) — бельгийский футболист, играл на позиции полузащитника; участник чемпионата мира 1954 года. Один из лучших игроков в истории льежского «Стандарда».

## Биография

### Клубная карьера
Хауф большую часть своей карьеры играл за льежский «Стандард», в составе которого отыграл 16 сезонов, выиграв три чемпионских титула и Кубок Бельгии 1954 года. Всего за эту команду он сыграл 352 матча, в которых забил 99 мячей и был одним из ключевых игроков знаменитой команды. Помимо этого, в 1956 и 1961 годах Хауф был номинантом на премию Футболист года в Бельгии, но не смог её получить.
В 1964 году Хауф стал игроком «Льежа», в котором играл в течение четырёх сезонов и завершил игровую карьеру в возрасте 36 лет.

### Карьера в сборной
В составе сборной Бельгии принимал участие на чемпионате мира 1954 года, где сыграл в одном матче группового этапа со сборной Англии, который закончился со счётом 4:4 Всего за сборную Бельгии сыграл 26 матчей, в которых забил 5 мячей.

### Смерть
Скончался 7 декабря 2012 года в Льеже в возрасте 80 лет.

## Достижения
«Стандард» (Льеж)
- Чемпион Бельгии (3) : 1957/58, 1960/61, 1962/63
- Обладатель Кубка Бельгии (1) : 1953/54